# هيفومي آبي
هيفومي آبي (اليابانية: 阿部 一二三، من مواليد 9 أغسطس 1997) هو لاعب جودو ياباني. برز بعد أن أصبح بطل أولمبياد الشباب في عام 2014. وفاز في بطولة غراند سلام طوكيو في وقت لاحق من ذلك العام وهو في 17 عامًا من عمره متغلبًا على بطل العالم في ذلك الوقت ماساشي إيبينوما. فاز أيضا الميدالية الفضية في بطولة العالم للناشئين في فورت لودرديل.
آبي أيضاً بطل الوزن الخفيف في بطولة اليابان للجودو، فاز بالميدالية الذهبية على المستوى الأولمبي في مسابقة 66 كجم في دورة الألعاب الأولمبية الصيفية 2020 في طوكيو وكذلك في دورة الألعاب الأولمبية الصيفية 2024 في باريس.